# Agrypon hainanense
Agrypon hainanense är en stekelart som beskrevs av Wang 1984. Agrypon hainanense ingår i släktet Agrypon och familjen brokparasitsteklar. Inga underarter finns listade i Catalogue of Life.